# Peter Feil
Peter Feil (* 20. Juli 1962 in Ehrang; † 2. Dezember 2018 in Frankfurt am Main) war ein deutscher Jazzmusiker (Posaune, Arrangement).

## Leben und Wirken
Feil erhielt seit dem fünften Lebensjahr Klavierunterricht. Mit zehn Jahren wechselte er zur Posaune, die er im örtlichen Musikverein sowie im evangelischen Posaunenchor spielte. Mit 16 Jahren gründete er in Trier eine eigene Band. Von 1982 bis 1988 studierte er Posaune und Komposition an der Hochschule für Musik und Tanz Köln bei Jiggs Whigham und Axel Jungbluth. Während des Studiums war er von 1984 bis 1985 Mitglied des Deutsch-Französischen Jazz Ensembles, das von Albert Mangelsdorff und Jean-François Jenny-Clark geleitet wurde.
Weiterhin spielte er im Cologne Trombone Summit, mit Manfred Schoof, Gunter Hampel, Alexander von Schlippenbach, Shirley Bassey, Bobby Shew/Groovin’ High Big Band, Chris Walden Orchestra und in der WDR Big Band Köln (Carambolage 1992). Seit 1996 gehörte er zur hr-Bigband, mit der er an zahlreichen Projekten und CDs beteiligt war und auch arrangierte (The American Songs of Kurt Weill, Mumbai Project). Zuletzt wirkte er 2017 an dem Album Saluting Sgt. Pepper (mit Django Bates und der hr Big Band) mit. Daneben widmete er sich in seiner Peter Feil Experience den Songs von Jimi Hendrix. Auch war er als Lehrbeauftragter an der Hochschule für Musik und Darstellende Kunst Frankfurt am Main tätig. Er ist außerdem auf Alben von Chris Walden und der Bobby Burgess Big Band Explosion zu hören.
Feil verstarb im Alter von 56 Jahren nach schwerer Krankheit.